# Kreisgericht Neisse
Das Kreisgericht Neisse war ein preußisches Kreisgericht in der damaligen preußischen Provinz Schlesien mit Sitz in Neisse.

## Geschichte
1849 wurden in Preußen einheitlich Kreisgerichte geschaffen. Hierbei wurde die Patrimonialgerichtsbarkeit abgeschafft und die Patrimonialgerichte aufgehoben. Auch die staatlichen Gerichte wurden aufgehoben. Dies betraf das Fürstentumsgericht Neisse, das Land- und Stadtgericht Patschkau und das Stadtgericht Ziegenhals. Es entstand nun das Königliche Kreisgericht Neisse. Es umfasste den Kreis Neisse. Zuständiges Appellationsgericht war das Appellationsgericht Ratibor.
Gerichtskommissionen, also Zweigstellen des Gerichtes mit weniger als drei Richtern, wurden in Patschkau und Ziegenhals eingerichtet.
Am Gericht waren 1870 ein Direktor und 12 Kreisrichter eingesetzt. Die Zahl der Gerichtseingesessenen betrug 92.223. Das Kreisgericht war als Schwurgericht für die Kreisgerichte Neisse, Falkenberg, Grottkau und Neustadt O.S. zuständig.
Im Rahmen der Reichsjustizgesetze wurde das Gerichtswesen in Deutschland 1879 vereinheitlicht. Damit wurde das Kreisgericht Neisse aufgehoben und das königlich preußische Amtsgericht Neisse mit Wirkung zum 1. Oktober 1879 als eines von acht Amtsgerichten im Bezirk des Landgerichtes Neisse als Nachfolger gebildet. Auch die Gerichtskommissionen wurden 1879 in Amtsgerichte umgewandelt (Amtsgericht Patschkau und Amtsgericht Ziegenhals).